# 좡즈위안
좡즈위안(중국어 정체자: 莊智淵, 간체자: 庄智渊, 병음: Zhuāng Zhìyuān, 한자음: 장지연, 1981년 4월 2일~)은 중화민국의 탁구 선수이다. 

## 경력
1981년 4월 가오슝시 구산구에서 태어났으며 부모 모두 탁구 선수 출신이다. 그의 아버지 좡한제(莊漢傑)는 중화민국 선수권 대회에서 우승했으며 어머니 리구이메이(李貴美)는 중화 타이베이 국가대표 탁구 선수로 활동했다. 형인 좡즈슝(莊智雄)도 탁구 선수로 활동했다.
탁구인 가정에서 태어나 어릴 때부터 탁구에 두각을 드러냈다. 어머니인 리구이메이가 첫 개인 코치를 맡았고 1993년에 중화인민공화국을 건너가 현지 탁구를 익혔다. 1998년 중화 타이베이 국가대표로 처음 발탁되었으며 1999년 독일로 건너가 TTF 옥센하우젠에 입단하여 분데스리가에서 활동하기 시작했다.